# Puchar bałkański w piłce nożnej
Balkan Cup – rozgrywany w latach 1929–1980 turniej piłkarski, w którym udział brały reprezentacje krajów bałkańskich.

## Format
Organem zarządzającym turniejem był Komitet Bałkański z siedzibą w Bukareszcie. Podczas powstawania Balkan Cup w jego skład wchodziły cztery federacje, które zwyczajowo brały w nim udział: Bułgaria, Grecja, Jugosławia oraz Rumunia. W edycji 1931, przez niektóre źródła nie uznawanej za oficjalną, partycypowały trzy reprezentacje, kiedy to w miejsce nieobecnych Grecji i Rumunii zaproszono Turcję. Po II wojnie światowej stopniowo rozszerzano liczbę uczestników, włączając do rozgrywek również kraje spoza Półwyspu Bałkańskiego: Czechosłowację, Polskę oraz Węgry. W 1948 roku turnieju nie ukończono i zaprzestano organizacji kolejnych edycji. Rozgrywki wznowiono w latach 70., kiedy to rozegrano dwa turnieje. Ostatni z nich miał miejsce w latach 1977–1980 i zakończył się zwycięstwem Rumunii, która wraz z Bułgarią wygrywała go najwięcej razy − obie reprezentacje zanotowały po cztery triumfy.

## Finały
| Sezon             | Zwycięzca            | Rekord                         | II miejsce           |
| ----------------- | -------------------- | ------------------------------ | -------------------- |
| 1929/31 Szczegóły | Rumunia              | 10−6 (rozgrywki w grupie)      | Jugosławia           |
| 1931 Szczegóły    | Bułgaria             | 4−2 (rozgrywki w grupie)       | Turcja               |
| 1932 Szczegóły    | Bułgaria             | 6−4 (rozgrywki w grupie)       | Jugosławia           |
| 1933 Szczegóły    | Rumunia              | 6−4 (rozgrywki w grupie)       | Jugosławia           |
| 1934/35 Szczegóły | Jugosławia           | 4−3 (rozgrywki w grupie)       | Grecja               |
| 1935 Szczegóły    | Bułgaria             | 5−5 (rozgrywki w grupie)       | Jugosławia           |
| 1936 Szczegóły    | Rumunia              | 4−2 (rozgrywki w grupie)       | Bułgaria             |
| 1946 Szczegóły    | Albania              | 4−4 (rozgrywki w grupie)       | Jugosławia           |
| 1947 Szczegóły    | Węgry                | 8−6 (rozgrywki w grupie)       | Jugosławia           |
| 1948 Szczegóły    | Turniej nieukończony | Turniej nieukończony           | Turniej nieukończony |
| 1973/76 Szczegóły | Bułgaria             | 1−0, 2−3 (dwa etapy rozgrywek) | Rumunia              |
| 1977/80 Szczegóły | Rumunia              | 0−2, 4−1 (dwa etapy rozgrywek) | Jugosławia           |

## Najlepsi strzelcy
| Edycja  | Zawodnik                                               | Bramki |
| ------- | ------------------------------------------------------ | ------ |
| 1929/31 | Iuliu Bodola Rudolf Wetzer                             | 7      |
| 1931    | Asen Panczew                                           | 3      |
| 1932    | Aleksandar Živković                                    | 5      |
| 1933    | Gheorghe Ciolac Ștefan Dobay                           | 4      |
| 1934/35 | Aleksandar Tirnanić Aleksandar Tomašević               | 3      |
| 1935    | Lubomir Angełow                                        | 6      |
| 1936    | Alexandru Schwartz                                     | 4      |
| 1946    | Loro Boriçi Qamil Teliti Nicolae Reuter Božidar Sandić | 2      |
| 1947    | Ferenc Deák                                            | 5      |
| 1948    | Ferenc Puskás                                          | 8      |
| 1973/76 | Çemil Turan                                            | 4      |
| 1977/80 | Anghel Iordănescu                                      | 6      |

## Triumfatorzy
| Państwo    | Zwycięstwa | Edycje                       |
| ---------- | ---------- | ---------------------------- |
| Rumunia    | 4          | 1929/31, 1933, 1936, 1977/80 |
| Bułgaria   | 4          | 1931, 1932, 1935, 1973/76    |
| Jugosławia | 1          | 1934/35                      |
| Albania    | 1          | 1946                         |
| Węgry      | 1          | 1947                         |